# 안산중학교 (전남)
안산중학교(安山中學校)는 대한민국 전라남도 여수시 안산동에 있는 공립 중학교이다.

## 학교 연혁
- 2002년 6월 26일 : 안산중학교 설립인가(30학급)
- 2004년 2월 18일 : 안산중학교 설립
- 2004년 3월 1일 : 초대 허기선 교장 취임
- 2004년 4월 6일 : 안산중학교 개교식
- 2010년 3월 1일 : 교육과정 혁신학교 운영 (3년간) 자율학교 운영(5년간)
- 2011년 3월 1일 : 자율형 창의경영학교 운영(3년간) 창의 인성 모델학교 운영(1년간)
- 2020년 3월 1일 : 전라남도교육청 지정 학교폭력 예방 연구학교
- 2021년 9월 1일 : 제8대 박세진 교장 취임
- 2024년 2월 8일 : 제18회 178명 졸업(졸업생 총수 5,076명)

## 참고 자료
- 안산중학교 - 한국교육학술정보원 학교알리미